# タウタラタシ・タシ
タウタラタシ・タシ（Tautalatasi Tasi、1994年11月22日 - ）は、メジャーリーグラグビー、トロント・アローズに所属するラグビーユニオン選手。

## プロフィール
- ニュージーランド・オークランド出身。
- ポジションはウィング(WTB)。
- 身長 179cm、体重 101kg[1]
- かつてはラグビーリーグの選手だった。

## 略歴
サウス・シドニー、ブリスベン・シティー、レベルズ、ワラターズを経て、2020年1月、サンウルブズの2020シーズンスコッドに選ばれた。
2022年、東京ガスラグビー部に加入。
2023年、トロント・アローズに加入。